# Ochrotrichia honeyi
Ochrotrichia honeyi is een schietmot uit de familie Hydroptilidae. De soort komt voor in het Nearctisch gebied.